# Transamerica Express
 (novembre 2021).
Si vous disposez d'ouvrages ou d'articles de référence ou si vous connaissez des sites web de qualité traitant du thème abordé ici, merci de compléter l'article en donnant les références utiles à sa vérifiabilité et en les liant à la section « Notes et références ».
Ne doit pas être confondu avec Transamerica.
Pour plus de détails, voir Fiche technique et Distribution.
Transamerica Express (Silver Streak) est un film américain d'Arthur Hiller sorti en 1976

## Synopsis
George Caldwell, éditeur, traverse les États-Unis à bord du Transamerica Express, un train qui relie Los Angeles à Chicago. À bord, il va connaître une romance avec Hilly Burns. Après avoir été témoin du meurtre du patron de Hilly et accusé du meurtre de l'agent Bob Sweet du FBI, George fait la connaissance du voleur/filou Grover Muldoon qui l'aide à sauver Hilly.

## Fiche technique
- Titre original : Silver Streak
- Titre français : Transamerica Express
- Réalisation : Arthur Hiller
- Scénario : Colin Higgins
- Production : 20th Century Fox
- Musique : Henry Mancini
- Directeur de la photographie : David M. Walsh
- Montage : David Bretherton
- Décors : Alfred Sweeney
- Pays : États-Unis
- Distributeur : 20th Century Fox France
- Format : Couleur
- Durée : 114 min
- Affiche : Vanni Tealdi (France)

## Distribution
- Gene Wilder (VF : Serge Lhorca) : George Caldwell
- Jill Clayburgh (VF : Ginette Pigeon) : Hilly Burns
- Richard Pryor (VF : Med Hondo) : Grover Muldoon
- Patrick McGoohan (VF : Jacques Thébault) : Roger Devereau
- Ned Beatty (VF : Jacques Dynam) : Bob Sweet / L'agent Stevens
- Ray Walston (VF : Michel Gudin) : Edgar Whiney
- Clifton James (VF : William Sabatier) : Shérif Oliver Chauncey
- Scatman Crothers (VF : Claude Joseph) : Ralston
- Stefan Gierasch (VF : Jean Berger) : Le professeur Schreiner / Johnson
- Lucille Benson (VF : Marie Francey) : Rita Babtree
- Len Birman (VF : Pierre Hatet) : Le chef de la police Donaldson
- Richard Kiel : Reace
- Fred Willard (VF : Michel Derain) : Jerry Jarvis
- Delos V. Smith Jr. : Burt

## Commentaires
- Par peur d'une mauvaise publicité, l'entreprise ferroviaire  Amtrak a refusé de participer au film. Les producteurs ont donc travaillé avec la compagnie canadienne Canadian Pacific.

- Les plans à l'extérieur du train ont été filmés sur une ligne du Canadian Pacific, entre Crowsnest Pass et Lethbridge, dans l'Alberta. Les plans à l'intérieur du train ont été filmés en studio.

- Une scène du film apparaît dans le générique de L'Homme qui tombe à pic.